# 서영석 (1958년 11월)
서영석(1958년 11월 2일 ~ )은 대한민국의 정치인이다. 부천시의원, 경기도의원을 역임했다.

## 역대 선거 결과
|  | 34.06% |

|  | 68.58% |

|  | 54.61% |

|  | 7.90% |

|  | 21.80% |

|  | 47.50% |